# Microarthridion laurenticus
Microarthridion laurenticus är en kräftdjursart. Microarthridion laurenticus ingår i släktet Microarthridion och familjen Tachidiidae. Inga underarter finns listade i Catalogue of Life.